# Monument à Charles Buls
Le Monument à Charles Buls est une stèle de style « Art nouveau » édifiée par l'architecte Victor Horta et le sculpteur Victor Rousseau sur la Grand-Place, au cœur de Bruxelles, capitale de la Belgique, en l'honneur de Charles Buls, bourgmestre de Bruxelles de 1881 à 1899.

## Localisation
Le monument se dresse du côté ouest de la Grand-Place de Bruxelles, à l'angle de la rue Charles Buls, abrité sous les arcades de la Maison de l'Étoile.
Il se dresse juste à côté du Monument à Everard t'Serclaes, bas-relief en laiton de Julien Dillens dont les touristes caressent le bras en faisant un vœu de bonheur,.

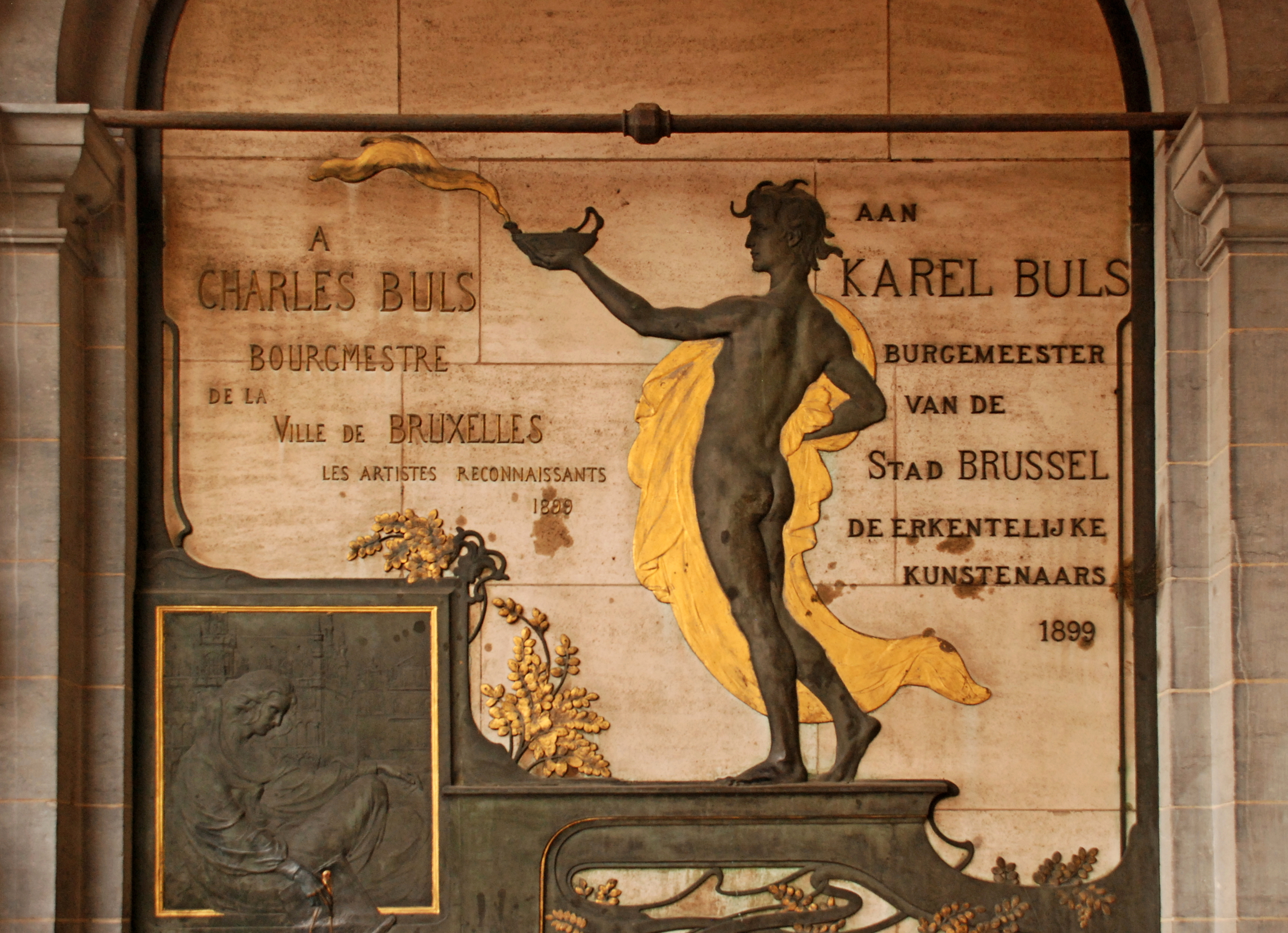
Allégories de l'Architecture et de la Lumière.

## Historique
Le monument a été conçu par l'architecte Victor Horta avec la collaboration du sculpteur Victor Rousseau, et peut-être celle du peintre Albert Ciamberlani.
En décembre 1897, à l'initiative du cercle « Pour l'art », un groupe d'artistes reconnaissants envers Charles Buls lance une souscription pour lui offrir un monument en signe de gratitude. Parmi les souscripteurs figurent de grands noms comme Octave Maus, Edmond Picard, Paul Hankar, Fernand Khnopff, Jef Lambeaux, Thomas Vinçotte et Charles Van der Stappen.
La composition ornementale est confiée à Victor Horta, et la réalisation à Victor Rousseau.
Le monument a été réalisé en 1898-1899.

## Description
Le monument porte une mention bilingue à l'honneur de Charles Buls, :

« À Charles Buls, bourgmestre de la Ville de Bruxelles, les Artistes reconnaissants, 1899 »

« Aan Karel Buls burgemeester van de stad Brussel, de erkentelijke kunstenaars, 1899 »

Le décor sculpté est composé de trois parties, constituant autant d'allégories.
D'abord, la silhouette d'un jeune homme nu tenant une lampe à huile allumée symbolise la Lumière. 
Le deuxième « élément de la plaque est fourni par la branche d'acacia, fleur symbolique des maîtres maçons, évoquant le thème fondamental de la mort, via l'assassinat d'Hiram, architecte du temple de Salomon ».
La troisième composante de l'œuvre est un bas-relief représentant une femme assise devant la représentation de la Maison du Roi, allégorie de l'Architecture. Sous ce bas-relief est inscrit en lettres d'or un hommage « En souvenir des maîtres architectes brabançons » suivi des noms des architectes de l'Hôtel de ville de Bruxelles (Jacques van Thienen et Jean Van Ruysbroeck au XVe siècle), de la Maison du Roi (Antoine Keldermans, Louis van Bodeghem, Rombaud Kelderman, Dominique de Wagemaker et Henri van Pede au XVIe siècle) et des maisons des corporations qui entourent la Grand-Place (Guillaume de Bruyn, Jean Cosyns, Pierre Herbosch, Marc de Vos, Jean van Delen, Mombaerts et Mercx au XVIIe siècle).

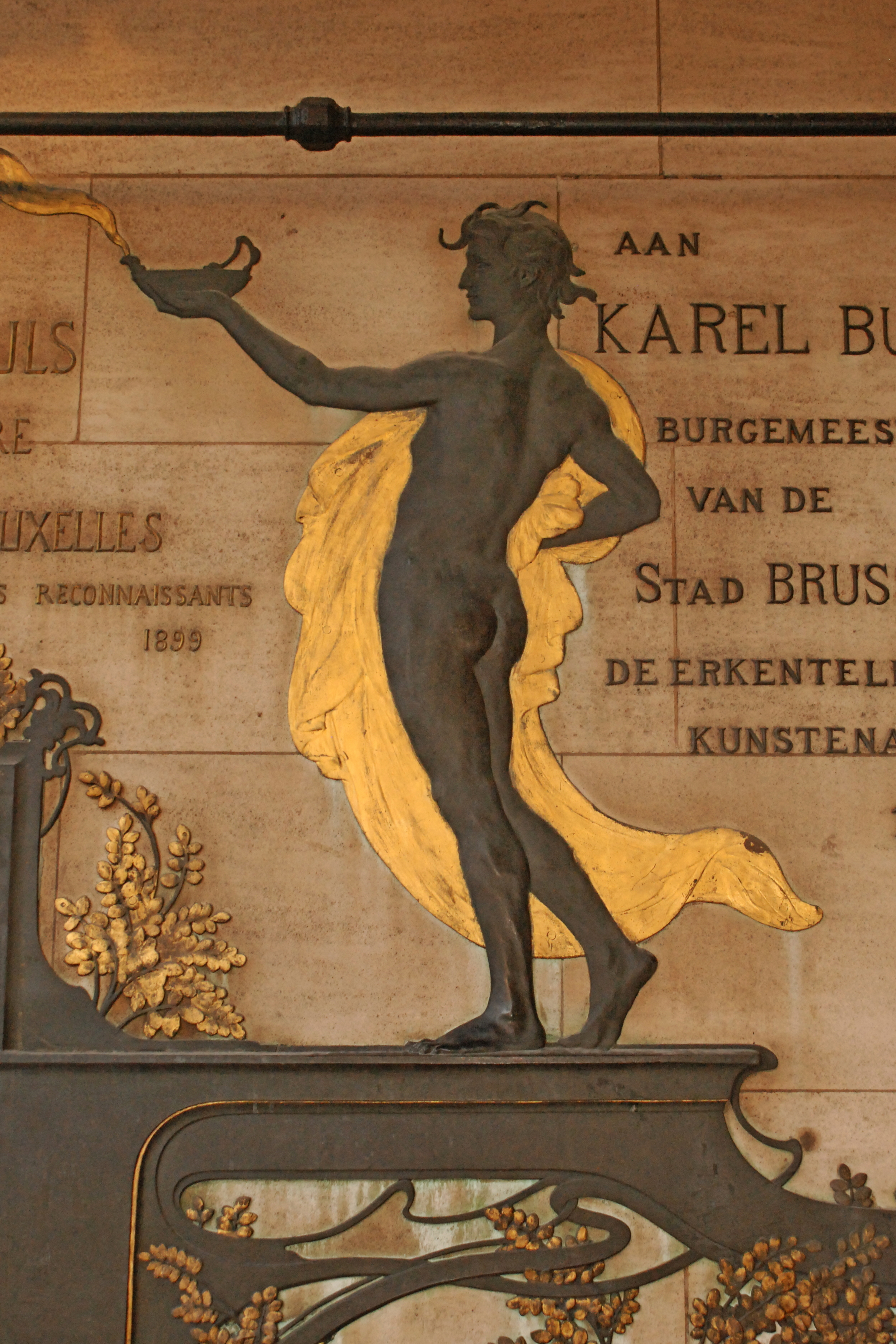
Allégorie de la Lumière.
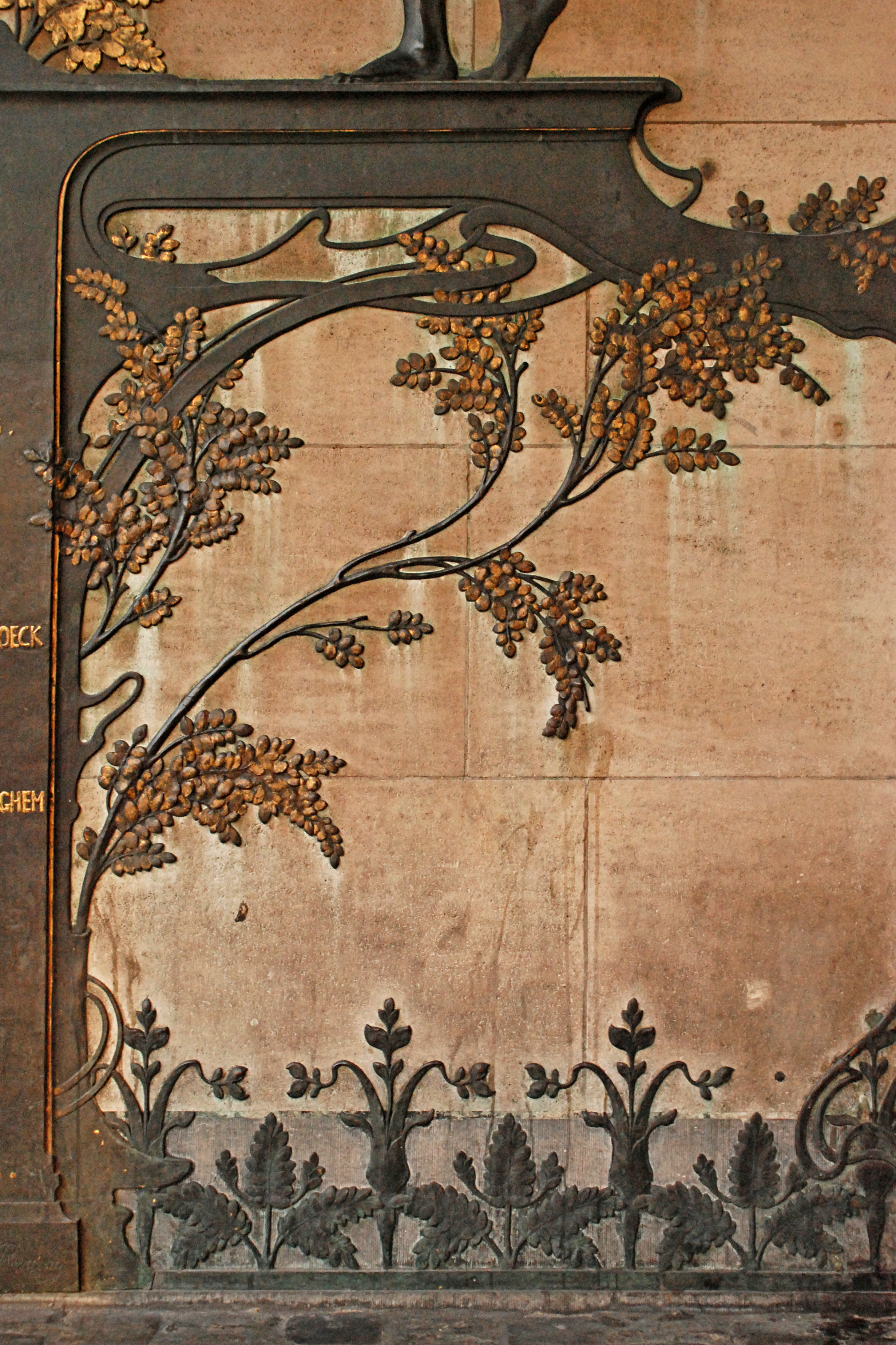
Branche d'acacia.
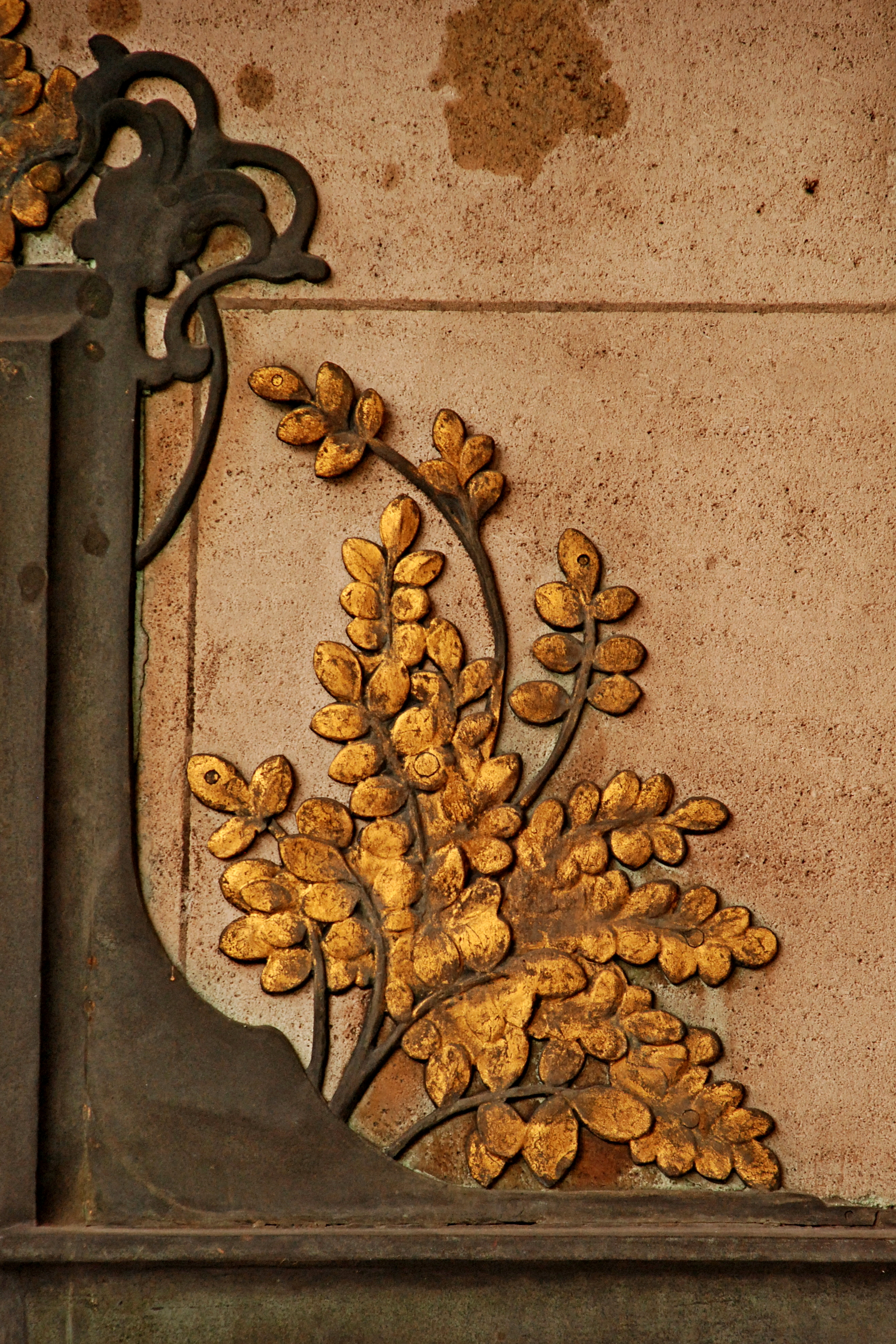
Branche d'acacia (détail).
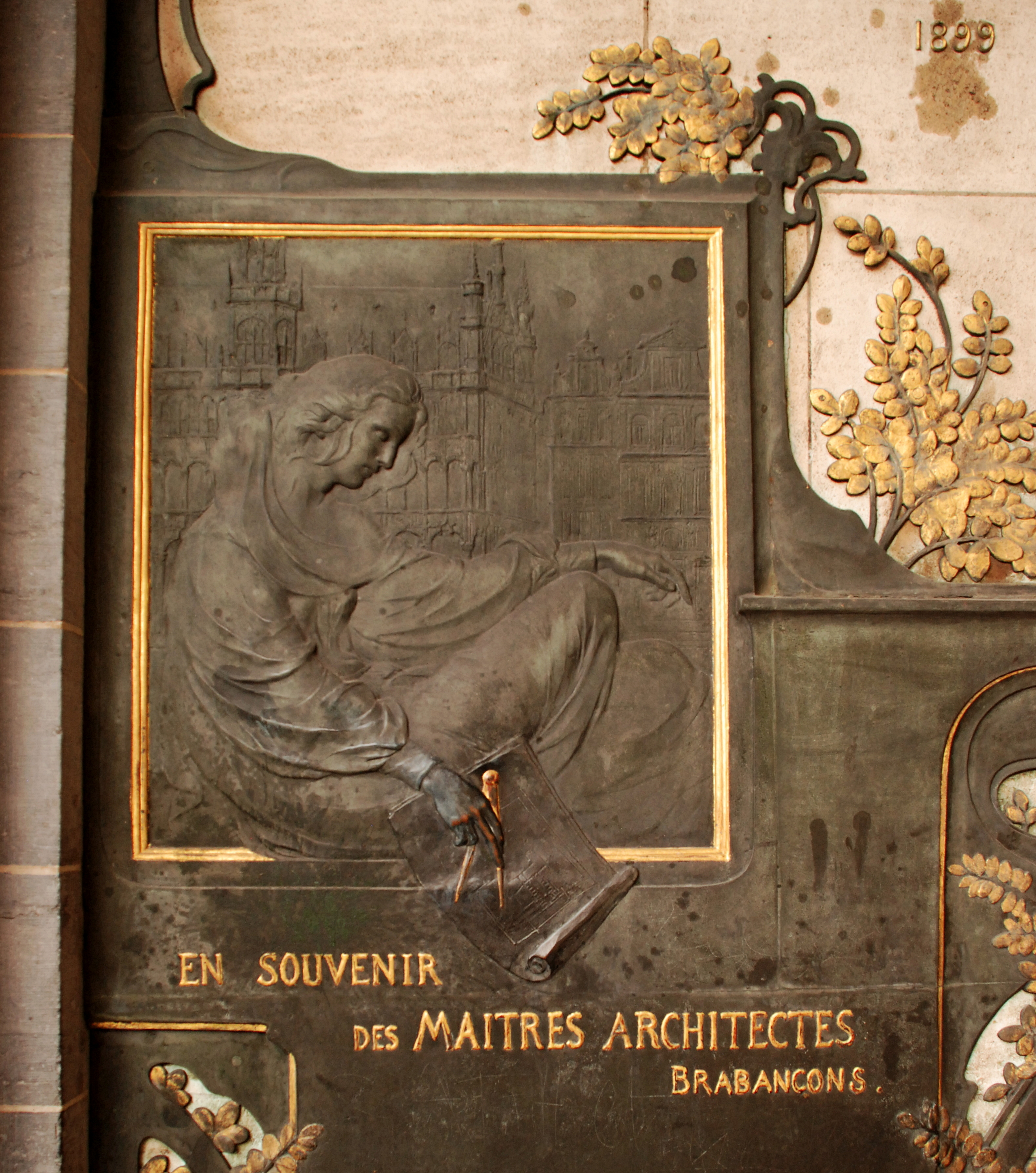
Allégorie de l'Architecture.